# UTC+09:45
UTC+09:45 시간대는 협정 세계시보다 9시간 45분 빠른 시간대이다.

## 시간대
오스트레일리아 웨스턴오스트레일리아주와 사우스오스트레일리아주 사이를 연결하는 에어 고속도로(Eyre Highway)가 지나가는 5개 마을(보더빌리지(Border Village), 캐이구나(Caiguna), 유클라(Eucla), 마두라(Madura), 먼드래빌라(Mundrabilla))에 위치한 숙박 시설에서 일광 절약 시간제 시간대로 사용되었다.
이 시간대는 공식적인 시간대가 아니었으며 주 정부에서 정한 공식적인 시간대와는 달리 해당 도로가 포함된 지도에서 가끔 사용되었다.